# Ampelisca jaffaensis
Ampelisca jaffaensis är en kräftdjursart. Ampelisca jaffaensis ingår i släktet Ampelisca och familjen Ampeliscidae. Inga underarter finns listade i Catalogue of Life.